# بيث شابيرو
بيث شابيرو (بالإنجليزية: Beth Shapiro)‏ هي عالمة أحياء وعالمة حيوانات أمريكية، ولدت في 14 يناير 1976 في ألينتاون في الولايات المتحدة.